# Deeth
Deeth  é uma área não incorporada no condado de Elko, Estados Unidos com uma população aproximada de 28 habitantes. Foi uma localidade mais populosa, possuindo uma caixa d'água, um saloon, um hotel e vários negócios e edífícios. Todavia, com o passar os tempos, muitos deixaram a localidade à procura de melhores oportunidades noutras localidades. Na atualidade apenas poucos habitantes e edifícios permanecem na localidade. A estação de correios mantém-se aberta em Currie para servir as necessidades dos ranchos das proximidades.